# True Symphonic Rockestra
True Symphonic Rockestra es un proyecto experimental que fusiona el rock con la ópera y rinde tributo a los "3 Tenores" con temas como "Granada" de Agustín Lara y "Nessun Dorma".

## Historia
La True Symphonic Rockestra comienza en 1997 cuando Dirk Ulrich se encontraba produciendo el álbum de una banda y a ésta se le ocurrió la idea de grabar algunas partes con un par de cantantes de ópera. Gracias a esto, Ulrich tuvo la ocurrencia de grabar parte del repertorio de los tres tenores (Luciano Pavarotti, Plácido Domingo y José Carreras) en versión rock.
Después de casi dos años, Ulrich comenzó a hablar del proyecto con Jens Olaf Mayland, alias Paul, quien toca la batería además de algunos otros instrumentos, y que ya había sido compañero suyo en otros proyectos. También habló con Sandro Martínez, profesor de guitarra, y Marvin Philippi, bajista. Esto formó las bases de la TSR.
Cuando entregaron el primer demo a las compañías disqueras, la idea no fue bien recibida; tampoco para los miembros de la comunidad roquera y metalera. Por esta razón decidieron trabajar de modo independiente.
Los arreglos de cuerda fueron hechos por un joven violinista llamado Christoph Wansleben, quien había empezado a estudiar arreglos clásicos con Sandro. Después, el sonido TSR estuvo listo.
Algunas piezas incluidas en su disco "Concerto In True Minor" son "Nessun dorma", "Tonight (West Side Story)", "O Sole Mio" y "Cielito Lindo". Este álbum fue grabado en los estudios Brainrox de Alemania. Posteriormente, al pensar en intérpretes potenciales de las piezas, todos coincidieron en que el vocalista ideal para el disco era James Labrie, de Dream Theater.
Después de sufrir varios reveses y bloqueos de parte de la disquera y el management de Dream Theather, finalmente, gracias a diversos azares del destino, James contestó un mail con sus números de contacto, aclarando que si la música de True Symphonic Rockestra le gustaba, podría haber alguna colaboración.
Al tener carta libre de Elektra Records, la disquera de James, comenzaron a buscar al par de intérpretes que les faltaban. El dueño de una disquera de música clásica les hizo ver que el proyecto podría beneficiarse de cantantes que realmente se dedicaran a la ópera, por lo que se pusieron en contacto con Thomas Dewald, tenor aclamado por la crítica alemana, quien confirmó que participaría en el proyecto.
El último de los tenores invitados a TSR fue Vladimir Grishko, ministro cultural de Ucrania y estrella de la ópera a nivel mundial. Grishko se ha presentado en el Metropolitan Opera de Nueva York por seis años seguidos, ganando el Premio Pavarotti a mejor tenor en el 2005.
Para este momento, ya contaban con un socio financiero que estaba dispuesto a darle todo su apoyo al proyecto. Este socio es Igor Marin, dueño de la disquera rusa de música clásica Marinsound.
Finalmente, el álbum fue editado en una coproducción de Marinsound y Brainworx, quienes unieron fuerzas para establecer un sello en común. La primera banda editada en dicho sello fue True Symphonic Rockestra.

## Integrantes

### Vocalistas
- James LaBrie
- Vladimir Grishko
- Thomas Dewald

### Músicos
- Dirk Ulrich - Guitarra
- Christopher Jesidero - Violín
- Sandro Martínez - Guitarra
- Paul Mayland - Batería
- Marvin Philippi - Bajo

- Datos: Q1814025